# Nick Dinsmore
Nicholas Dinsmore (Jeffersonville, 17 de dezembro de 1975 (49 anos)), conhecido pelo ring name Eugene, é um lutador profissional estadunidense que ficou popular ao trabalhar na WWE, especialmente no programa RAW como parceiro de tag team de William Regal.
Chegou inclusivo a ser General Manager do Monday Night RAW por uma noite e ter ganho a medalha olímpica de Kurt Angle, mas este conseguiu recuperá-la vencendo Eugene, posteriormente.
Em 2009 ele lutou num house show da WWE.

## Títulos e prêmios
- Ohio Valley Wrestling(OVW)
  - OVW Championship (9 vezes)
- World Wrestling Entertainemt(WWE)
  - WWE Tag Team Championship (1 vez) com  William Regal